# ダブルゲージ
『ダブルゲージ』は、沙雪による日本の漫画作品。『月刊コミックジーン』（メディアファクトリー）2012年6月号（2012年5月15日発売分）から2014年8月号（2014年7月15日発売分）まで連載された。

## あらすじ
疫神（ギフト）と呼ばれる病原体による感染が広がる中、特殊医療機構“アスクレピオスの杖”に所属する史上最強にして最弱な薬剤師、アルツは患者を救おうと奮闘する。

## 登場人物

### 菌・ウイルス科13班
アルツ
本作の主人公。身長：176センチメートル、体重：52キログラム（よく変動するらしい）。血液型：O型。（2012年7月号『コミックジーン』より）特殊医療機構“アスクレピオスの杖”の菌・ウイルス科13班に所属する対“疫神”専門の薬剤師。世界に存在する抗“疫神”薬の7割を製造しており“アスクレピオスの杖”でも群を抜いた実力の薬剤師“四薬天（ヒユギエイア）”の1人。自身の体に疫神を宿しており、その事実は“アスクレピオスの杖”の最高機密であり最大の禁忌。極度の虚弱体質であり、作中ではよく何かしらの体調不良を訴えているが、助手のミラドールからは一蹴されている。あまりにも極度の虚弱体質なためにそれを補う極端に強い異常聴覚を持っているとされていたが実際はアルツの眼に疫神が包埋されており、眼が見えないために疫神が聴覚、嗅覚、触角、味覚を異常なまでに鋭くした。戦闘の際には虚弱体質のために自身に薬を打ってドーピングして戦っており、武器はミラドールが取り出す注射といった医療器具を用いる。PLT硬化真空注射器“マルク”と呼ばれる先端部の針が高速で回転するミラドールの血を極限まで硬化させた注射器を戦闘時に奥の手として用いる。ちなみにミラドールは血が止まらなくなるためにマルクを使うのにはあまり賛同的ではなく、更には使用したアルツに大きな反動を伴うため、正に奥の手である。虚弱体質なために弱気な発言が多いが苦しんでいる患者を助けるという信念は決して揺らぐことはない。しかし虚弱体質なために大事な場面で決まらないことが多い。ミラドール曰く「史上最強にして最弱の薬剤師」。好物はシュークリームで、自作もするが、作中では度々アクシデントが起こりアルツのシュークリーム作りは成功したことがない。
ミラドール
本作のヒロイン。特殊医療機構“アスクレピオスの杖”の菌・ウイルス科13班に所属するアルツの助手を務める小柄な少女。感情を表に出すことは少なく、常に無表情で毒舌家。大食漢。誰に対しても素っ気ない態度だがアルツに対してはやたらと毒舌を披露している。戦闘の際には手のひらに描かれた模様から武器（注射など）を取り出し、アルツのサポートを行う。アルツの中の疫神が表に出た際はアルツを一度殺すことで疫神が出てくるのを防いでいる。一方的に妹だと思い込んでいるハルシオンに対しては武器を向け、怒りを露わにすることもある。お菓子全般が好きなようでアルツがシュークリームを作る際には自分の分を催促している。

### 菌・ウイルス科9班
ハルシオン
特殊医療機構“アスクレピオスの杖”の菌・ウイルス科9班に所属する青年。ミラドールと自分の境遇を重ね、妹だと思っており、そのように接するがミラドールからは毒舌と拒絶を返されている。戦闘の際は腹部の辺りに描かれた模様からノコギリを取り出し、チノのサポートを行う。
チノ
特殊医療機構“アスクレピオスの杖”の菌・ウイルス科9班に所属する少女。明朗快活な性格で、ハルシオンやアルツも翻弄されている。アルツのことを先輩と呼び親しんでいる。“四薬天（ヒユギエイア）”の1人で薬剤師の中で任務遂行数最多を誇る。戦闘の際は電動ノコギリを扱う。天真爛漫だが、アルツが一度ミラドールに殺された際には激昂を抑え、ミラドールから話を聞こうとするといった冷静な姿勢も持ち合わせている。

### 寄生虫科4班
ヘイズ
特殊医療機構“アスクレピオスの杖”の寄生虫科4班に所属する青年。非常に攻撃的な性格で疫神を狩る理由にはアルツのように患者を救いたいという想いは一切なく、ただ疫神を狩るのが大好きだからという理由で戦っている。その狩る対象である疫神にはアルツも含まれており執拗にアルツの命を狙う。“四薬天（ヒユギエイア）”の1人で疫神駆除率200％を誇っている。甘い物が好きなのかよくチョコレート菓子を口にしている。戦闘の際は巨大な鋏を用いて戦う。
黄連（おうれん）
特殊医療機構“アスクレピオスの杖”の寄生虫科4班に所属する少年。見た目は短めに切り揃えられた髪に花飾りのような物を付け、和をイメージした服にミニスカートとどう見ても可憐な少女といった格好をしているが実際は男。ヘイズに好意を寄せているがヘイズの彼に対する態度は非常に素っ気なく、ヘイズから異常な執着を受けているアルツにやや嫉妬している。戦闘時には舌に描かれた模様から鋏を取り出しヘイズのサポートを行う。ちなみに作中では他の女性キャラの癖が強いためか頬を赤く染める等最も女性らしい素振りを見せている。

### 真菌科
リーゼ
特殊医療機構“アスクレピオスの杖”の真菌科に所属する女性。“四薬天（ヒユギエイア）”の1人。露出度の高い格好をしたグラマーな体形の女性でハルシオン以上にミラドールを溺愛している。筋肉が好きらしくアルツとの再会時にはすぐさま尻の筋肉の具合を確かめていた。なおヘイズのような細い尻には興味がないらしくウルグート程の筋肉質な尻が好みらしい。普段戦闘時にはウルグートが戦うことが多いらしいがリーゼの強さはウルグート曰く「今のアルツや俺より強い」らしい。
ウルグート
特殊医療機構“アスクレピオスの杖”の真菌科に所属する男性。サングラスを掛け筋骨隆々な厳つい男性でサングラス越しに見える瞳にはミラドールたちと同様の模様が描かれている。リーゼに尻を撫でられる際には頬を染めるなど満更ではない様子。アルツがマルクを使用し辛くも勝利した疫神の同種を素手の一撃で倒す程の実力の持ち主。

### 包埋師（ほうまいし）
ニトロ＝セルロース
薬剤師が捕獲してきた疫神の保存・管理を行う包埋師。アルツに宿っている疫神の事案に関しての責任者。俳句が書かれたネクタイを好んで着用している。

## 用語
疫神（ギフト）
病気感染を撒き散らしている生命体。動物や人に寄生し、ある程度なら宿主を疫神の棲み易いように改造することが可能。

## 単行本
- 沙雪 『ダブルゲージ』 メディアファクトリー 〈ジーンコミックス〉、全6巻
  1. 2012年9月27日発売 ISBN 978-4-8401-4729-3
  2. 2013年6月28日発売 ISBN 978-4-8401-4791-0
  3. 2013年9月27日発売 ISBN 978-4-8401-5076-7
  4. 2014年2月25日発売 ISBN 978-4-04-066125-4
  5. 2014年4月26日発売 ISBN 978-4-04-066552-8
  6. 2014年9月27日発売 ISBN 978-4-04-066862-8